# Antoni Karwowski
Antoni Karwowski (ur. 14 kwietnia 1948 w Grajewie) – polski artysta malarz i performer. Autor oraz uczestnik wielu wystaw i projektów artystycznych w Polsce i za granicą (Niemcy, Dania, Szwecja, Belgia, Francja, Izrael, Argentyna, Włochy). W swojej pracy artystycznej posługuje się różnymi mediami, realizuje instalacje, wideo. Jego malarstwo jest zaliczane do gatunku lirycznej abstrakcji i neofiguracji.

## Życiorys
Wychowywał się, w otoczonym przez Biebrzański Park Narodowy Goniądzu. Dorastał w wielopokoleniowej rodzinie pod silnym wpływem ojca i pochodzącego z Rosji dziadka. Przenikanie się polskiej i rosyjskiej tradycji i kultury, wykształciły w nim swoistą wrażliwość, szczególny indywidualizm, który dominuje w jego sztuce i relacjach z otoczeniem. Pierwsze lekcje rysunku udzielane przez ojca, animatora kultury i kontakt z piszącym wiersze dziadkiem, mogły być pierwotnym impulsem, który zadecydował o wyborze profesji.
Po ukończeniu liceum wielokrotnie zmieniał miejsca zamieszkania i uczelnie.
Dużo malował i eksperymentował ze sztuką. Przez pewien czas pracował w kopalni węgla, aby potem rozpocząć studia na Wydziale Sztuk Pięknych Uniwersytetu w Toruniu. Tam rozwinął się jako profesjonalny artysta. W początkach lat 80. w Toruniu, razem ze Zbigniewem Oleszyńskim, założył grupę „A”, która zrealizowała wiele projektów performatywnych w Polsce.
Od tamtego czasu Antoni Karwowski intensywnie zaangażował się w działalność performerską. Jako uczestnik, ale także jako organizator brał udział w licznych międzynarodowych projektach, a od 2003 roku jest kuratorem Międzynarodowego Festiwalu Performance & Intermedia w Szczecinie.

W malarstwie Antoni Karwowski wypracował styl o którym niemiecki krytyk sztuki Susanne Graff mówi: 

… z tych obrazów spływa, wykreowane niezwykłym opanowaniem warsztatu, kolorowe światło, którego metaforyka nadaje elementom figuratywnym, magiczne, nadrealne znaczenie. Siłą tego malarstwa, poza świetlistym kolorem jest bogactwo znaczeń i symboli, szczególna wielowarstwowość, przez co obrazy Antoniego są dalekie od prostej, jedynie dekoracyjnej funkcji.

Z kolei Hartvig Hansen z Århus w Danii pisze: „Obrazy Antoniego intrygują, uwodzą kolorem, światłem, ich odbiór wymaga czasu, bliższego kontaktu, dopiero wtedy odsłaniają pełną gamę użytych środków wyrazu”
Jego obrazy znajdują się w wielu prywatnych kolekcjach w Europie i poza jej granicami, także w posiadaniu wielu firm, min. Studio ATA w Kolonii (Niemcy), SJ GREEN CARGO Göteborg (Szwecja), PROMATEX N.V. Antwerpia (Belgia), EUROAFRICA SHIPPING LINES w Szczecinie, ELECTRA PLUS w Poznaniu. W 2005 otrzymuje zlecenie od Kliniki w Dortmundzie. Efektem jest 53 m panneau, na ścianach oddziału radioterapii, największa ze zrealizowanych prac.

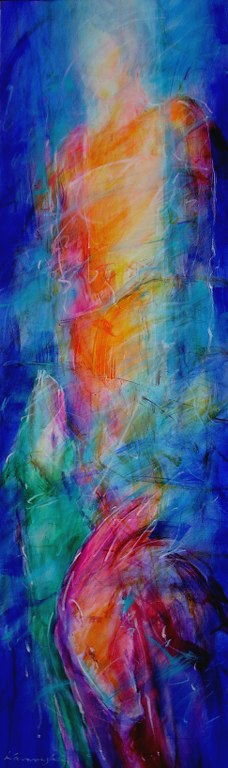
„Walking the dogs” by Antoni Karwowski

## Wybrane wystawy, projekty
2010 – "Anders Gallery" – Lünen (Niemcy)

2007 – "ZERO Gallery" – Berlin (Niemcy)

2006 – Museum of Art – Santa Fe (Argentyna)

2006 – Museum Contemporary Art – Neapol (Włochy)

2005 – "Galerie automatique", Berlin-Strasbourg – Szczecin

2005 – Performance Art Platform, Tel Awiw (Izrael)

2005 – Polish Art Fair 2005, Poznań

2004 – Project „MOTION"- Berlin (Niemcy)

2003 – V International Baltic Biennial, projekt “Private Impact” – Szczecin

2002 – Berliner Landtag – Berlin (Niemcy)

2002 – „Distance 777” – 68elf gallery – Köln (Niemcy)

2001 – Europäisches Kulturzentrum, Köln (Niemcy)

2001 – "Kunst am limit" – "Pussy Galore"- Berlin (Niemcy)

2001 – "RAUMTRIEB 2001", art festival – Berlin (Niemcy)

2001 – Wystawa malarstwa „Reimus gallery" – Essen (Niemcy)

1999 – Ostholstein Museum – Eutin (Niemcy)

1999 – Galerie am Domplatz – Münster (Niemcy)

1999 – Muzeum narodowe w Szczecinie (Polska)

1996 – "Forum Ost – West" – Bergisch Gladbach (Niemcy)

1994 – "Anders Gallery" – Lünen (Niemcy)

1994 – "Forum Gallery" – Leverkusen (Niemcy)

1993 – "Ultramarine" – Muzeum, Greifswald (Niemcy)

1992 – "Gaia Cztery Żywioły Gerlesborg (Szwecja)

1992 – Municipal Gallery – Nakskov (Dania)

1990 – "En Garde Gallery" – Aarhus (Dania)

1988 – "Fine Art Gallery" – Trollhättan (Szwecja)

1988 – XV Festival of Polish Contemporary Art – Szczecin

1987 – "Bridge West & East" – Antwerpen (Belgia)

1985 – "Nagra Malare" – Vanersborg (Szwecja)

## Wybrane projekty Performance
2011 - La Porta 2011, Barcelona (Hiszpania)

2010 – "Mój Tramwaj", Szczecin (Polska)

2010 – „Transparent material“ Grimmuseum, Berlin (Niemcy)

2009 – „Blauverschiebung”, Lipsk (Niemcy)

2009 – „Performer Stammtisch”, Berlin (Niemcy)

2005 – "Czytanie bialych ksiąg", Tel Awiw (Izrael)

2003 – 2005 “Private Impact”

2000 – 2003 “Art migration”

2001 – "Salz arm", Berlin (Niemcy)

1998 – “Sentimental trip on east" – Moltkerei Werkstatt, Kolonia (Niemcy)

1995–1999 – “Trawnik”

1998 – "Średniowieczna anatomia" oraz "Gilgamesz – sen Enkidu" – Ermelerspeicher Gallery, Schwedt (Niemcy)

1993 – "Ostatnie tchnienie aborygena" – Gerlesborg (Szwecja)

1981 – "Koncert na Kaprala i grzałkę" Ośrodek Teatru Otwartego "Kalambur" – Wrocław

1980 – Akcja w przestrzeni publicznej "Mój Tramwaj" – Toruń